# Christian Poser
Christian Poser né le 16 août 1986 à Cottbus est un bobeur allemand actif depuis 2008.

## Carrière
Il a remporté la médaille d'or dans l'épreuve du bob à quatre aux Championnats du monde 2011 et celle de bronze dans cette même épreuve aux Championnats du monde 2012. Dès ses débuts en Coupe du monde, il a atteint le podium puis a gagné sa première épreuve une semaine après, associé au pilote Manuel Machata. Lors des Jeux olympiques d'hiver de 2014, il participe au bob à quatre et prend la septième place.

## Palmarès

### Championnats du monde
- Königssee 2011
  -  médaille d'or en bob à quatre
- Winterberg 2015
  -  médaille d'argent en bob à quatre
- Lake Placid 2012
  -  médaille de bronze en bob à quatre

### Coupe du monde
- 27 podiums  : 
  - en bob à 2 : 2 victoires, 1 deuxième place et 2 troisièmes places.
  - en bob à 4 : 8 victoires, 6 deuxièmes places et 8 troisièmes places.

#### Détails des victoires en Coupe du monde
| Édition   | Bob à 2                  | Bob à 4             |
| 2010-2011 |                          | Calgary Igls        |
| 2011-2012 |                          | La Plagne Calgary   |
| 2014-2015 |                          | Altenberg           |
| 2015-2016 |                          | Altenberg           |
| 2017-2018 | Lake Placid Saint-Moritz | Park City Altenberg |